# Szőrös paprika
A szőrös paprika (Capsicum pubescens) Közép-Amerika hegyvidéki területeiről származik. Szőreivel állítólag a hideg ellen védekezik. Az inkák legelőször ezt a paprikát vonták termesztésbe: már 8000 éve ültették.
Ide tartoznak a rocoto vagy rocotillo paprikák. Ezek nem számítanak túl csípősnek (1500–2500 Scoville-egység), ám annál zamatosabbak.
A termesztett paprikák közül egyedül eme faj virágai lilák. A termés változatos alakú: lehet fura göcsörtös vagy kerekded is. Emiatt körte- és almapaprikának is hívják (de semmi köze a magyar almapaprikához).

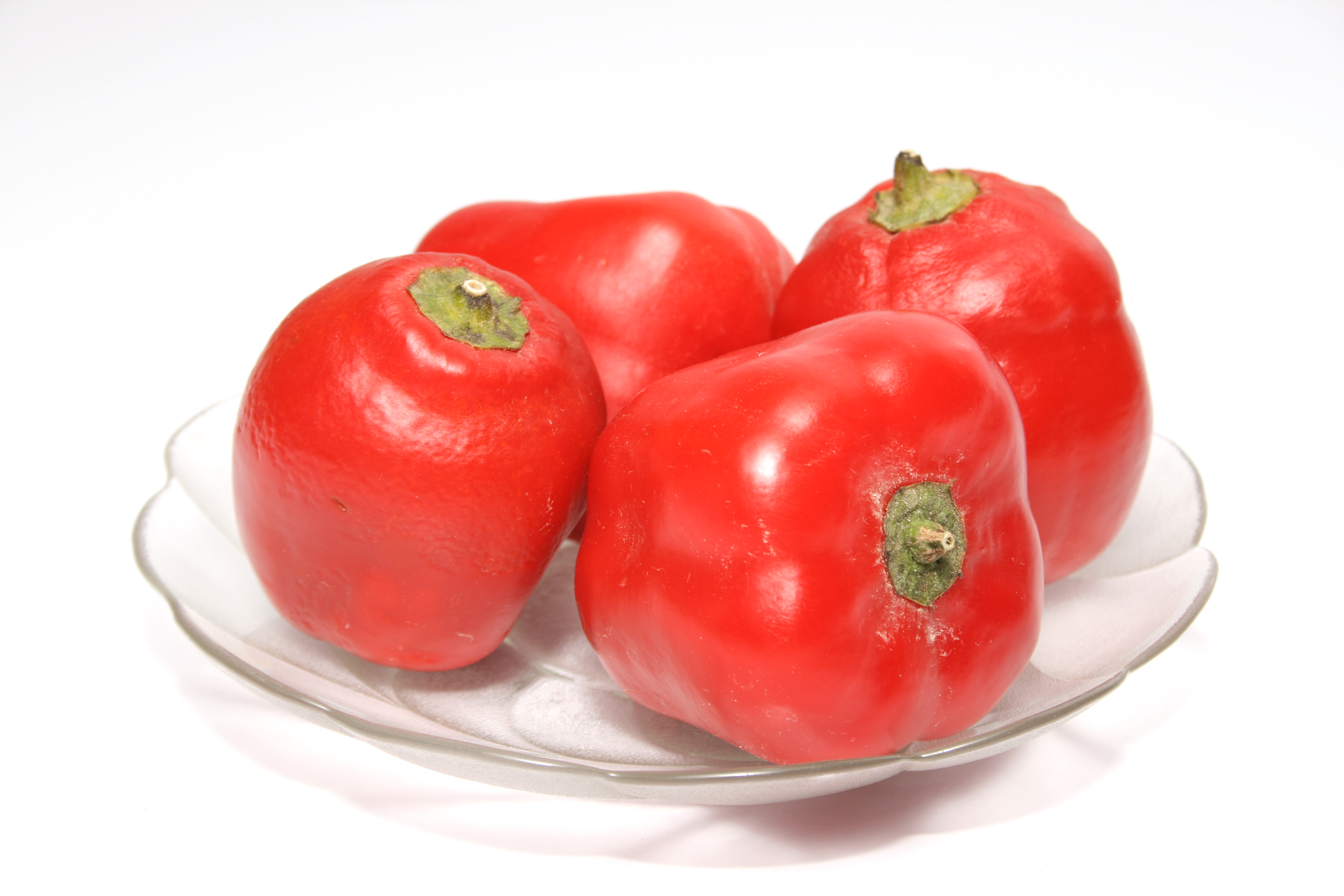
Termése